# Faro del Catatumbo
E.I.C.E. FARO DEL CATATUMBO S.A.S. – Es una Empresa Industrial y Comercial del Estado descentralizada por servicios de orden departamental, con personería jurídica, patrimonio propio, autonomía administrativa, vinculada al despacho del Gobernador y constituida por sociedad por acciones simplificada SAS, comprometida con el desarrollo socioeconómico de Norte de Santander.

## Historia
La Empresa Industrial y Comercial del Estado denominada la EICE FARO DEL CATATUMBO nace el 21 de diciembre de 2020, mediante ordenanza 0021 por iniciativa de la honorable Asamblea Departamental en uso de las facultades previstas numeral 7 del artículo 300 de la Constitución Política, en la ley 489 de 1998. La misma está vinculada al Despacho del Gobernador, dotada de personería jurídica, patrimonio propio y autonomía administrativa, la cual fue constituida como Sociedad de Acciones Simplificadas (SAS), del orden departamental, de naturaleza industrial y comercial, que se rige conforme a la ley, por las reglas del derecho privado, en concordancia con la definición prevista por el artículo 85 de la ley 489 de 1998 para este tipo de empresas.

## Acusaciones de corrupción
La gestión del gobernador Silvano Serrano, se vio envuelta en acusaciones de corrupción vinculadas a la Empresa Industrial y Comercial del Estado (E.I.C.E.) Faro del Catatumbo. En diciembre de 2023, una investigación judicial realizada por un fiscal delegado ante la Corte Suprema de Justicia sobre presuntas anomalías en las contrataciones entre la empresa y la gobernación generó preocupación. Esta pesquisa se centró en la ejecución de contratos en obras públicas a través de la entidad creada desde el mismo ente territorial.
La Procuraduría General de la Nación también puso bajo la lupa la millonaria contratación realizada por la E.I.C.E. Faro del Catatumbo, según informes del diario La Opinión. A pesar de la entrada en vigor de la Ley de Garantías Electorales, la empresa continuó su actividad contractual y la creación de la entidad durante una sesión virtual de la Asamblea de Norte de Santander en diciembre de 2020 fue objeto de críticas.
Así mismo, hay indicios de un posible negocio político-familiar en torno a la E.I.C.E. Faro del Catatumbo. La empresa, creada por el gobernador Silvano Serrano, ha sido señalada por realizar contrataciones directas por valores exorbitantes, generando inquietudes sobre nepotismo y favoritismo. Personas cercanas al entonces exgobernador William Villamizar y al exalcalde de Cúcuta, Ramiro Suárez Corzo, ocuparon puestos directivos en la entidad.

Estas acusaciones han planteado serias dudas sobre la transparencia en las contrataciones públicas de la gobernación de Norte de Santander. La situación ha sido criticada por sectores de la oposición como el diputado Diego Armando González Tolosa, contrincante de Villamizar en las elecciones regionales en Norte de Santander de 2023. quien declaró lo siguiente tras la ratificación de su curul en la asamblea:
Vamos a hacer una oposición crítica, vamos a darnos la pela para que órganos de corrupción como el Faro del Catatumbo no existan más en Norte de Santander y Colombia.